# Pantarbes capito
Pantarbes capito is een vliegensoort uit de familie van de wolzwevers (Bombyliidae). De wetenschappelijke naam van de soort is voor het eerst geldig gepubliceerd in 1877 door Osten Sacken.